# 第49师团
第49师团（Dai-yonjūkyū Shidan）是日本帝国陆军的一个步兵师团。它的代号是狼兵团（Ookami Heidan）
第49师团于1944年1月6日在首尔组建，其核心是第64步兵旅和第20师团的师部。该兵团的总部设在奈良。大约2%的士兵是韩国人。
1944年5月，第49师团被编入缅甸方面军，奉命前往缅甸战场，1944年6月抵达新加坡和西贡。在转移过程中，两艘运兵船沉没，造成约1600人死亡。抵达缅甸后，第49山地炮兵团第3营和第153步兵团被派往缅甸西南部保护当地油田。第49山地炮兵团第2营和第168步兵团被分配到第33军以拖延盟军的行动。1945年3月的第一周，这支分遣队试图保卫重要的通信中心密支那，对抗一个拥有一个坦克旅的完整印度步兵师。该支队几乎全军覆没，只有第168团的残部幸存。在3月的第二周，第 49 山地炮兵团第1营以及第106步兵团，试图收复密支那。但他们的进攻无法与第33军其他部队的进攻相协调。
该师团的残兵转移至缅甸南部后，在Sittang Bend战役中卷入了一场牵制袭击。1945年8月15日日本投降时，该师仍在西塘河东岸占据要塞。